# Sangir (Kayu Aro)
Sangir is een bestuurslaag in het regentschap Kerinci van de provincie Jambi, Indonesië. Sangir telt 1331 inwoners (volkstelling 2010).